# Sarit Yishai-Levi

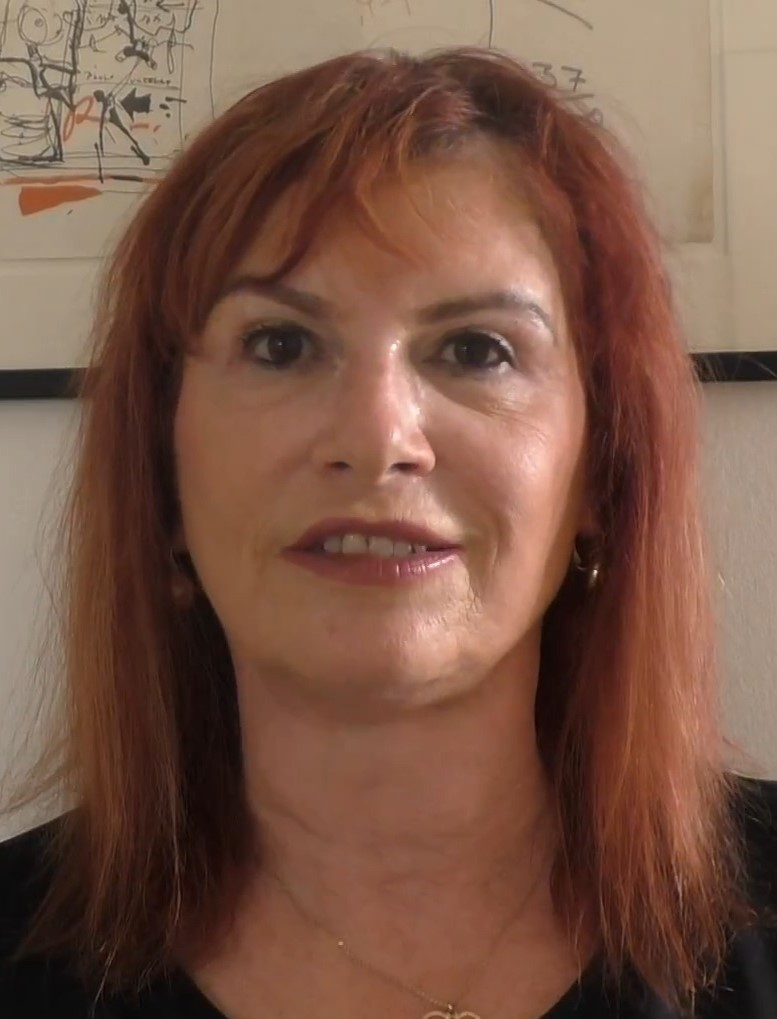
Sarit Yishai-Levi (2016)

Sarit Yishai-Levi (hebräisch שרית ישי-לוי; geboren 1947 in Jerusalem) ist eine israelische Journalistin.

## Leben und Wirken
Sie stammt aus einer seit acht Generationen in Jerusalem ansässigen sephardischen Familie. Sie studierte am Nissan Nativ Acting Studio und später an der Tel Aviv University. Es folgten einige Jahre des Schauspielens in Theater und Film, bevor sie sich dem Journalismus zuwandte. Sie war die erste Israelin, die Jassir Arafat interviewte (während des ersten Libanonkrieges in Beirut). Sie arbeitete als Korrespondentin für verschiedene israelische Zeitungen und Zeitschriften, darunter At, Monitin, HaOlam HaZeh und Hadashot; zudem moderierte sie sowohl im israelischen Fernsehen als auch Radioprogramme in Los Angeles.
Gegenwärtig ist sie Chefkorrespondentin für das Magazin Olam Ha’Isha und moderiert Fernsehshows zu den Themen Tourismus und Lifestyle.
Nachdem Yishai-Levi vier Sachbücher veröffentlicht hatte, landete sie 2013 mit ihrem ersten Roman, Die Schönheitskönigin von Jerusalem (deutsche Übersetzung von Ruth Achlama, 2016), einen Riesenerfolg in Israel. Das Buch stand über 100 Wochen auf den dortigen Bestsellerlisten und gewann die Publishers Association’s Gold- und Platin-Preise (2014) und den Steimatzky-Preis für das meistverkaufte Buch des Jahres (2014). Eine Verfilmung ist in Arbeit.
Yishai-Levi lebt in Tel Aviv.

## Weitere Werke
- Das Meeresblau von Tel Aviv (Roman, deutsch 2021)